# Studio des Acacias
Le Studio des Acacias est un lieu d'exposition photographique. Le Studio a été relancé en 2014 par Paul-Emmanuel Reiffers, président fondateur de Mazarine et éditeur du magazine Numéro.
Il ne doit pas être confondu avec l'ancien Studio des Acacias, un cinéma ouvert en 1933 au 45 bis de la même rue et fermé définitivement en 1984 après avoir changé plusieurs fois de nom. Occupé aujourd'hui par une supérette, son emplacement se situe au rez-de-chaussée de l'immeuble qui abrite les bureaux de l'ambassade du Népal en  France. 

## Historique
Le Studio des Acacias a accueilli dans les années 1960 des photographes de renom comme Irving Penn, Richard Avedon ou Guy Bourdin.Autrefois plus connu sous le nom de Studio Carnot, le Studio est situé au 30 rue des Acacias, à proximité de la place de l'Étoile (Paris 17e).Il abrite plus tard, dans les années 1990, le Studio Harcourt (1992-2002). En 2014, c'est l'entrepreneur et homme des médias Paul-Emmanuel Reiffers qui fait renaître ce lieu historique.

## Expositions
- Octobre 2014 : Mark Handforth - Drop Shadow[5]
- Octobre 2015 : Matthew Day Jackson & Rashid Johnson - New American Art[6]
- Avril 2016 : Guy Bourdin - The Portraits[7]
- Février 2017 : Guido Mocafico pour Numéro[8]
- Octobre 2017 : Benjamin Millepied & Barbara Kruger - Reflections Redux[9]
- Décembre 2017 : Sølve Sundsbø pour Numéro[10]
- Avril 2018 : Marie-Agnès Gillot par Koto Bolofo pour Numéro[11]
- Octobre 2018 : Laure Prouvost - You Are My Petrol, My Drive, My Dream, My Exhaust[12]
- Juillet 2019 : Jean Baptiste Mondino - Mondino Numéro 20 ans[13]
- Juillet 2021 : Raphaël Barontini - Soukhos (LVMH Métiers d'Art) [14]
- Octobre 2021 : Kenny Dunkan, avec le mentorat de Rashid Johnson - No Apologies (Reiffers Art Initiatives)
- Octobre 2022: Alexandre Diop, avec le mentorat de Kehinde Wiley - La prochaine fois, le feu (Reiffers Art Initiatives)  [15]